# Danny Polo

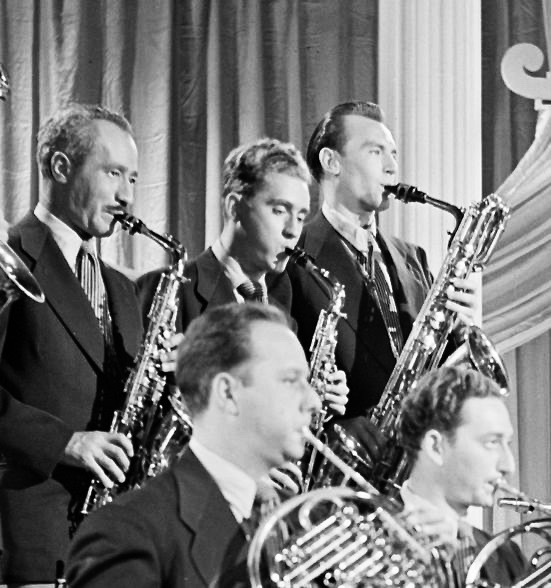
Danny Polo (izquierda, junto a Lee Konitz y Bill Bushing) en una sesión de estudio en Nueva York, alrededor de septiembre de 1947. Foto: William P. Gottlieb

Danny Polo (22 de diciembre de 1901 en Clinton, Indiana - † el 11 de julio de 1949 en Chicago) fue un clarinetista y saxofonista (saxofón alto y tenor) estadounidense de swing.

## Vida y trabajo
Polo nació en Toluca, Illinois, sin embargo, cuando era un bebé se mudó a Clinton, Indiana, donde su padre trabajaba como minero de carbón. Aprendió a tocar con su padre que también era clarinetista. A los ocho años ya tocaba en bandas de marcha. En su juventud formó dúo con Claude Thornhill. En la década de 1920, trabajó con Elmer Schoebel, Merritt Brunies, Arnold Johnson, Ben Bernie, Jean Goldkette y Paul Ash.
En 1927 pasó a ser miembro de la banda The New Yorkershizo con Dave Tough, con quien hizo una gira por Europa, y tocó con varios directores de orquesta, entre ellos Bert Firman, Lud Gluskin, George Carhart, Ben Berlin y Arthur Briggs. De 1930 a 1935, trabajó con Bert Ambrose en Inglaterra y regresó a los Estados Unidos en diciembre de 1935. Polo disfrutó especialmente vivir en Berlín, Alemania, y permaneció allí durante varios años, incluso después de que Alemania fuera tomada por el régimen nazi.
En 1938 volvió a tocar en Inglaterra, trabajó de nuevo con Ambrose y luego con Ray Ventura en París en 1939.A finales de 1939 regresó a los Estados Unidos de forma permanente y pasó los primeros años de la década de 1940 trabajando con Joe Sullivan, Jack Teagarden (en la película de Bing Crosby Birth of the Blues de 1942) y la orquesta de Claude Thornhill. 
Lideró brevemente una banda territorial en el Medio Oeste, luego volvió a tocar con Thornhill en 1947. Grabó dos sesiones como líder, en Europa alrededor de 1938 y 1939. También participó en grabaciones de Jean Goldkette, Leonard Feather (1939), Coleman Hawkins, Joe Sullivan, Benny Carter y George Wettling (1939 - 1940), así como de Jack Teagarden (1941) y Claude Thornhill (1947). Además, tocó en varias sesiones experimentales con Miles Davis alrededor de 1947 y 1948. 
Mientras estaba con Thornhill enfermó y murió el 11 de julio de 1949 en Chicago, a la edad de 48 años. Su muerte fue causada por hemorragias que resultaron de una úlcera péptica.

## Obra
- Carlo Bohländer, Karl Heinz Holler: Guía de jazz de Reclam (Biblioteca Universal de Reclam. No. 10185). 2ª edición revisada y ampliada. Reclam, Stuttgart 1977, ISBN 3-15-010185-9.

## Enlaces web
- Danny Polo en AllMusic

- Datos: Q1164731
- Multimedia: Danny Polo / Q1164731